# サバの女王
「サバの女王」または「シバの女王」（Ma reine de Saba、La Reine de Saba）は、1967年にチュニジア出身の男性歌手ミシェル・ローランが作詞・作曲し、フランスで発売されたシャンソンの楽曲。1969年に日本で発売されたレイモン・ルフェーブル楽団のインストゥルメンタル・バージョン（タイトルは『シバの女王』）がオリコンチャートの100位以内に110週ランク・インするロング・セラーを記録した。同年、ミシェル・ローランがローラン名義でなかにし礼の訳詞による日本語バージョンを発売。1972年にはアルゼンチン出身のグラシェラ・スサーナによるなかにし訳のカバーがヒットした。

## 補足
歌詞の内容は旧約聖書とは関係がなく、別れた恋人をシバの女王に例えたものである。
累計250組以上にカバーされ、邦題を日本語詞のフレーズにある『愛の奴隷』としたバージョンもある。
レイモン・ルフェーブル楽団バージョンは「野沢那智&白石冬美のパックインミュージック」のエンディング・テーマに長年起用された。

## タイトルについて
サバまたはシバとは旧約聖書に登場するシバ王国のこと。日本においては「シバの女王」と訳すのが一般的であり、レイモン・ルフェーブル楽団バージョンも「シバの女王」としたが、ヒットを受けて日本でオリジナル・バージョンが発売される際にローランのフランス語の発音に合わせ「サバの女王」と題された。
アラビア語で「サバア（سبأ、Saba'）」、ヘブライ語で「シェバ（שבא）と呼ばれ、英語ではヘブライ語を転写した 「シーバ（Sheba）」と呼ばれている。日本語では英語名のシーバが変化した「シバ」という表記も用いられる。—wikipedia日本語版 シバ王国 2016年8月22日版

## カバー
歌
- 高橋キヨシ 1968年（シングル「闘牛士/愛の奴隷（サバの女王）」）日本語詞（訳詞：なかにし礼）
- 尾崎紀世彦 1971年（アルバム『尾崎紀世彦アルバムNo.3』、コンパクト盤「シバの女王」他）日本語詞（訳詞：なかにし礼）
- グラシェラ・スサーナ 1972年（シングル「愛の音/サバの女王」）日本語詞（訳詞：なかにし礼）
- シルヴィ・バルタン 1974年 フランス語詞

インストゥルメンタル
- ポール・モーリア楽団 1967年
- レイモン・ルフェーブル楽団 1969年

他多数
※参考 JASRAC

## グラシェラ・スサーナのシングル
「愛の音／サバの女王」は、1972年7月1日に発売されたグラシェラ・スサーナのデビューシングル。

### 収録曲
1. 愛の音 [02:54]
訳詞：武田全弘／作曲：J.L.Pablo／編曲：山木幸三郎
2. サバの女王 [03:15]
訳詞：なかにし礼／作曲：M.Laurent／編曲：福場哲之